# Cazilhac, Hérault
Cazilhac är en kommun i departementet Hérault i regionen Occitanien i södra Frankrike. Kommunen ligger i kantonen Ganges som tillhör arrondissementet Lodève. År 2022 hade Cazilhac 1 583 invånare.

## Befolkningsutveckling
Antalet invånare i kommunen Cazilhac
Referens:INSEE